# Spinanomala obscurata
Spinanomala obscurata är en skalbaggsart som beskrevs av Edmund Reitter 1903. Spinanomala obscurata ingår i släktet Spinanomala och familjen Rutelidae. Inga underarter finns listade i Catalogue of Life.